# Madonnen
Madonnen är en tysk långfilm från 2007 i regi av Maria Speth.

## Handling
Rita är besviken på sin mamma och känner att hon aldrig varit en riktig mor för henne. Rita själv föder sex barn som hon lämnar hos sin mamma och menar att hon ska vara den mor för dem som hon själv aldrig haft.

## Om filmen
Filmen spelades in i Belgien och Tyskland och hade premiär under våren 2007.

## Rollista i urval
- Sandra Hüller - Rita
- Gerti Drassl - Hanna
- Oliver Brandl - Sachbearbeiter
- Susanne Lothar - Isabella
- Pete Pelfrey - Bar Patron
- Luisa Sappelt - Fanny